# Les Rotours
Les Rotours is een plaats en voormalige gemeente in het Franse departement Orne in de regio Normandië en telt 94 inwoners (2009). De plaats maakte deel uit van het arrondissement Argentan.

## Geschiedenis
Op 1 januari 2916 fuseerde Les Rotours met de gemeenten Chênedouit, La Forêt-Auvray, La Fresnaye-au-Sauvage, Ménil-Jean, Putanges-Pont-Écrepin, Rabodanges, Saint-Aubert-sur-Orne en Sainte-Croix-sur-Orne tot de gemeente Putanges-le-Lac. 

## Geografie
De oppervlakte van Les Rotours bedraagt 5,2 km², de bevolkingsdichtheid is dus 18,1 inwoners per km².
De onderstaande kaart toont de ligging van Les Rotours met de belangrijkste infrastructuur en aangrenzende gemeenten.

## Demografie
Onderstaande figuur toont het verloop van het inwonertal (bron: INSEE-tellingen).
Chênedouit · La Forêt-Auvray · La Fresnaye-au-Sauvage · Ménil-Jean · Pont-Écrepin · Putanges · Rabodanges · Les Rotours · Saint-Aubert-sur-Orne · Sainte-Croix-sur-Orne